# Marsch-Fox
Der Marsch-Fox ist eine Kombination zwischen Marschmusik, einem Schottisch und einem Foxtrott. In der schweizerischen Ländlermusik ist diese Art des 2/4-Taktes weit verbreitet – vor allem mit Sopransaxophon. Bedeutende Melodien des Marsch-Fox-Rhythmus sind zum Beispiel
- Weggis, von Alois Schilliger dem Dorf Weggis gewidmet,
- Sunnaschiin im Engadin (Sonnenschein im Engadin) von Arno Jehli und dem Arrangeur Raivo Tammik,
- Sir Albert von Hans Muff.